# Константиновский рубль
Константиновский рубль — одна из редчайших российских монет. Изготовлена на Петербургском монетном дворе в небольшом количестве во время декабрьского междуцарствия 1825 года. Известно пять экземпляров с надписью на гурте и три —  с гладким гуртом. Особенность монеты заключается в необычной истории и крамольном характере её создания. Замалчивание самого факта существования монеты привело к появлению различных версий и легенд, которые способствовали привлечению интереса к константиновскому рублю.
На начало 2016 года три монеты находятся в музеях — Эрмитаже, Государственном историческом музее в Москве и Смитсоновском институте в Вашингтоне. Остальные пребывают в частных коллекциях. Константиновский рубль является также одной из самых дорогих монет Российской империи. На аукционе 2004 года в Нью-Йорке он был продан за 550 тысяч долларов США, а на аукционе в 2021 году Вагит Алекперов приобрёл его за 2,6 млн долларов США.
Экстраординарный интерес и стоимость данной монеты обусловили появление большого количества подделок. Самыми знаменитыми из них являются т. н. «рубли Трубецкого», отчеканенные на Парижском монетном дворе по заказу князя А. В. Трубецкого.

## Описание
Рубль отчеканен из серебра, масса 20,73 грамма. На аверсе монеты изображён профиль Константина Павловича; легенда гласит: Б[ожьей]. м[илостью]. Константинъ I имп[ераторъ]. и сам[одержецъ]. всеросс[ійскій]. 1825. На реверсе монеты — государственный орёл и легенда: Рубль. Чистаго серебра 4 золотн. 21 доля. Текст надписи на гурте: сер. 83 1/3 пробы 4 зол. 82 14/25 доли.

## Создание

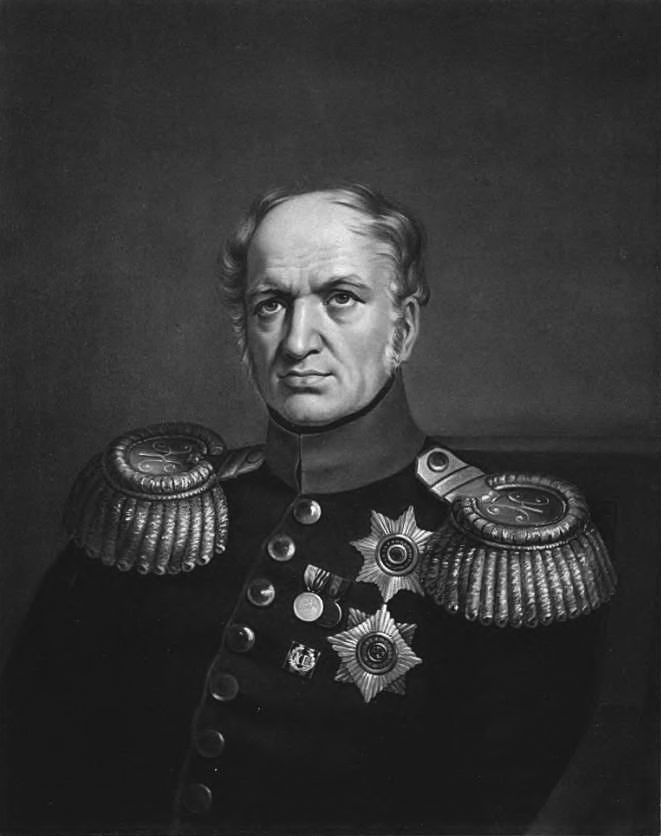
Министр финансов Е. Ф. Канкрин, по поручению которого была начата работа по созданию константиновского рубля

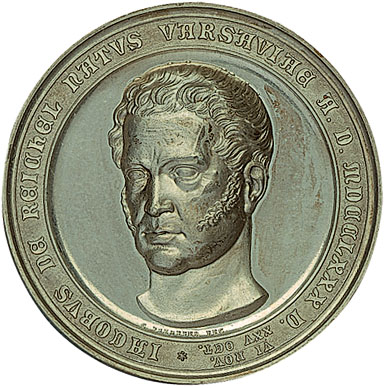
Медальер монетного двора Я. Я. Рейхель, выполнивший работу по созданию константиновского рубля

История создания константиновского рубля тесно связана с историческими событиями 1825 года в Российской империи. 19 ноября 1825 года в Таганроге умирает император Александр I. Все ожидали восшествия на престол Константина Павловича. Будущий император Николай I уже через час после получения новости о смерти брата принёс присягу Константину. И только вдовствующая императрица Мария Фёдоровна и ещё несколько человек знали, что находящийся безвыездно в Варшаве с 1815 года Константин отрёкся от престола ещё в 1822 году. Вскоре был вскрыт манифест Александра I 1823 года, согласно которому наследником назначался Николай. Также через великого князя Михаила Павловича был получен категорический отказ Константина от престола. В это время отказавшемуся от трона человеку присягнули столица, Москва и вся огромная страна. В лавках стали продавать портреты императора Константина I. Напряжение достигло крайней точки, когда в день, назначенный Николаем I для «переприсяги», прогремело восстание декабристов.
В двухнедельный период между 27 ноября, когда в Санкт-Петербурге узнали о смерти Александра I, и до 12 декабря, когда было принято решение о «переприсяге», на монетном дворе столицы началась работа по изготовлению пробной монеты императора Константина, хотя никакой безотлагательной необходимости в этом не было. На монетах Александра отсутствовали признаки принадлежности правителю. Из внутренних соображений император отвергал все образцы портретных монет. Монетный двор мог продолжать выпуск существующих монет как ни в чём не бывало — и так поступал в дальнейшем.
Идея возвращения к монете с портретом, именем и титулом главы государства принадлежала министру финансов Российской империи Е. Ф. Канкрину. У чиновника были веские причины опасаться опалы после воцарения Константина. В 1813 году, будучи генерал-интендантом 1-й Западной армии, Канкрин защитил жителей одного города от злоупотреблений военных. Возникший конфликт с братом императора Константином чуть не вынудил Канкрина подать в отставку. Потребовалось личное вмешательство М. И. Кутузова, чтобы замять скандал. Фельдмаршал заявил, что если цесаревич Константин будет пытаться устранить необходимых ему людей, то он сам подаст в отставку. В 1824 году Канкрин вежливо отказал Константину. Брат императора просил оказать содействие некоему генерал-майору П. Н. Дьякову и его братьям. В письме он обращался к министру со словами: «…прошу Вашего превосходительства не оставить оказать к удовлетворению просьбы их Ваше содействие…». Канкрин, внимательно разобравшись в вопросе Дьяковых, ответил, что их просьба вызвана не заботой о крестьянах, как было заявлено, а стремлением нажиться за счёт государственной казны. Проведя соответствующие выкладки, он внешне почтительно, а по сути, с иронией, спрашивал, не будет ли его позволения доложить этот вопрос лично императору. Эти и другие причины возможной опалы способствовали личной заинтересованности министра в изготовлении портретных рублей, чтобы отличиться перед новым императором. Выпуск рубля с изображением Константина был не единственным его угодническим шагом перед предполагаемым императором в период междуцарствия 1825 года.
Работу по созданию монеты министр финансов поручил медальеру Петербургского монетного двора Я. Я. Рейхелю. Рейхель был не только медальером, но и техническим руководителем типографии по печати ассигнаций (Экспедиции заготовления государственных бумаг), а также страстным коллекционером-нумизматом. С Канкриным его связывали не только деловые, но и дружеские отношения. Министр сочувственно относился к увлечениям своего подчинённого и приятеля.
Объём работы по подготовке новой монеты показывает, что она должна была начаться вскоре после 27 ноября. Для того чтобы вырезать один штемпель подобной сложности, требуется от семи до десяти дней усидчивого труда. До 12—14 декабря, когда продолжение подготовки денежных знаков императора Константина стало бессмысленным и могло привести к неприятным последствиям для её инициаторов, была полностью завершена пара штемпелей, вторая — близка к завершению и начата третья. Одному человеку выполнить это за 2,5 недели не под силу. Это свидетельствует о том, что у Рейхеля были помощники. После провала восстания декабристов любое воспоминание об императоре Константине «было упоминанием верёвки в доме повешенного». 19 декабря на Монетном дворе была проведена «зачистка», во время которой были уничтожены следы работы над пробной монетой.

## Появление рубля Шуберта

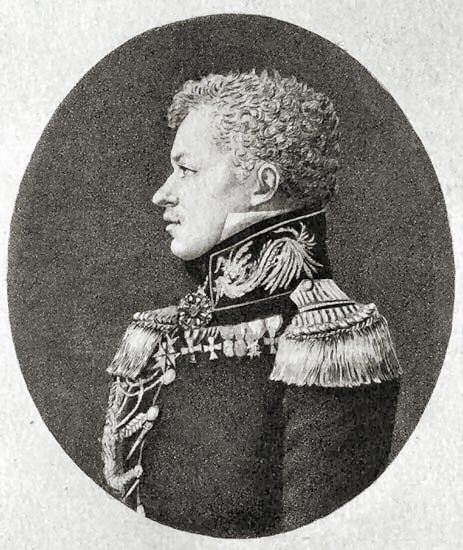
Генерал Ф. Ф. Шуберт первым опубликовал информацию о константиновском рубле

Автор монеты и страстный нумизмат Рейхель отдал Канкрину не все монеты. При этом ему ничего не оставалось, как хранить их в строгой тайне. Константиновский рубль не был упомянут в каталоге его коллекции 1835 года. В начале 1850-х годов Рейхель стал испытывать финансовые трудности. Он был вынужден продать свою коллекцию Эрмитажу (без уникального рубля). Через год после смерти Рейхеля в 1857 году в двух заграничных изданиях был опубликован каталог коллекции Ф. Ф. Шуберта с описанием константиновского рубля как принадлежавшего ему уникума. После того, как коллекция Рейхеля перешла в собственность государства, собрание монет Шуберта считалось лучшей частной нумизматической коллекцией Санкт-Петербурга.
Шуберт писал, что «пробный рубль, отправленный в Варшаву с депутацией Сената для предоставления на утверждение Константину Павловичу; штемпели были разбиты непосредственно после этого» в одном издании и «Пробная монета, поднесённая великому князю Константину в Варшаве в промежуток времени между смертью Александра I и 14 декабря» во втором. При этом автор ничего не говорил о том, как монета попала в его коллекцию. Версия Шуберта вызвала целый ряд сомнений в её достоверности. Во-первых, отсутствовали данные о небывалой сенатской комиссии к жившему в Варшаве великому князю Константину. Во-вторых, незаконченная монета без гуртовой надписи не должна была попасть к новому императору. Да и необходимость в такой спешке отсутствовала. Канкрин и Рейхель, которые могли подтвердить или опровергнуть версию Шуберта, на момент опубликования каталога Шуберта скончались. Монета вызвала интерес не только среди нумизматов, но и в великосветском обществе. Счастливцы видели оригинал, другие — изображение в альбоме и появившиеся вскоре гальванопластические копии.

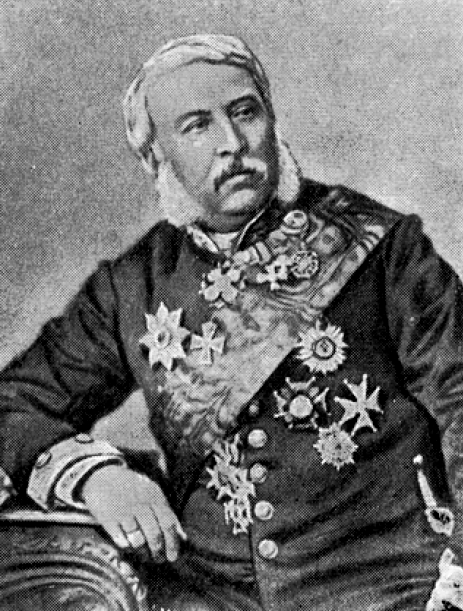
Барон Б. В. Кёне в 1866 году опубликовал свою версию истории константиновского рубля

В 1866 году, через год после смерти генерала Шуберта, барон Б. В. Кёне изложил историю таинственной монеты, больше похожую на детектив. Кёне вместе с Рейхелем был учредителем Археолого-нумизматического общества и претендовал на положение непогрешимого знатока в нумизматике. Среди учёных барон не вызывал симпатий, так как был склонен к стяжательству. Его страсть к чинам и орденам являлась предметом насмешек петербургского общества.
История Кёне состояла в следующем. Монета не изготовлялась на Монетном дворе, а была «частной работой» Рейхеля. Получив устное разрешение Канкрина, медальер, «работая день и ночь», изготовил единственную пару штемпелей. Он настолько спешил, что не стал делать кольцо для нанесения гуртовой надписи и тайно отчеканил у себя в Экспедиции пять монет, которые и показал Канкрину. Три из них были немедленно отправлены в Варшаву к Константину. В ночь с 13 на 14 декабря Канкрин вызвал Рейхеля и приказал уничтожить в его присутствии штемпели, а обе оставшиеся монеты были тут же расплавлены. Далее Кёне объясняет историю рубля Шуберта. В 1830 году во время польского восстания дворец Константина был разграблен мятежниками. Монеты попали в оборот. Какой-то неназванный русский генерал обнаружил в игорном доме Бад-Хомбурга у своего соседа по игорному столу необычную монету, которую и выменял на обыкновенные деньги. После смерти неведомого генерала этот константиновский рубль приобрёл Шуберт. Заканчивал свою статью барон словами лат. relato refero (что слышал, то и передаю).
По своей сути Кёне пересказал «салонный» миф о константиновском рубле 1830—1840-х годов. Эта сомнительная история об уникальной и сомнительной в политическом плане монете восходит к доверительным «рассказам вполголоса» Канкрина и Рейхеля. Ведущий специалист по русской нумизматике Эрмитажа И. Г. Спасский объясняет наличие этих слухов интересами Канкрина и Рейхеля. Рейхель приписал себе одному инициативу по созданию пробных рублей Константина на случай возможных неприятностей для министра финансов Канкрина. Версия об уничтожении штемпелей и отсылке монет в Варшаву была «ложью во спасение», дабы отвлечь внимание высокопоставленных нумизматов, которые могли досаждать министру просьбами о получении монеты к себе в коллекцию. Просьба отчеканить новодельную монету даже не противоречила законам Российской империи, так как запрет на их изготовление был введён только в 1890 году.
В версии Кёне сомнение, кроме «чудесного» нахождения константиновского рубля в игорном доме курортного городка Германии, могли вызвать невозможность чеканки монеты в Экспедиции, то есть типографии, и возможности плавления серебра в кабинете у министра. Однако именно эта версия происхождения рубля Шуберта, во многом из-за отсутствия свидетелей, которые могли бы подтвердить её или опровергнуть, оставалась общепринятой вплоть до 1873 года.

## Рубль Трубецкого

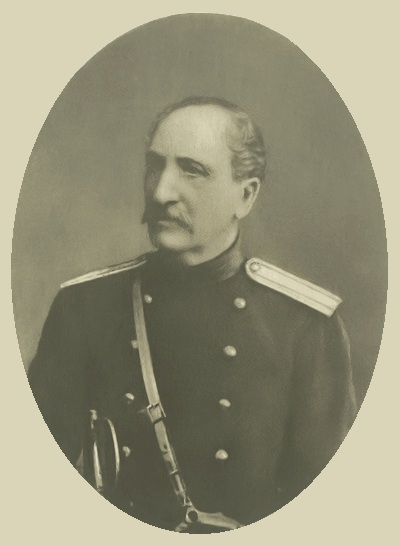
Князь-фальшивомонетчик А. В. Трубецкой

### Первоначальная версия
В 1873 году появилась изданная в Марселе в 40 экземплярах брошюра князя А. В. Трубецкого «Rouble de Constantin cesarewitch grand-duc de Russie». В ней он отвергает версию Кёне и предлагает собственную. Согласно Трубецкому, в 1867 году, когда он находился в Марселе, ему поступило письменное предложение купить некие раритеты, при условии сохранения в тайне имени инициатора сделки. Предложение Трубецкого возвращать корреспонденту его письма, сделав перед этим фотокопии без адресов и имён, было принято. Из переписки выяснилось, что речь идёт о константиновских рублях. Согласно Трубецкому, все пять монет попали к участнику разграбления Бельведерского дворца Константина в Варшаве во время мятежа 1830 года. Его вдова, попав в затруднительное финансовое положение, вынуждена их продать. Её условием являлось одновременная продажа всех пяти монет «en bloc». Трубецкой, лично осмотрев эти монеты, убедился в их подлинности. Поскольку сумма сделки оказалась весьма высокой, князь попытался найти компаньонов и обратился к Б. Г. Кёне, графу С. Г. Строганову и принцу Александру Гессенскому. Все трое от приобретения сомнительных раритетов отказались. 
Посетовав, что его попытка вернуть России утраченные ценности не увенчалась успехом, Трубецкой предложил их дальнейшую историю. В Париже он якобы заинтересовал рядом своих золотых античных монет доверенное лицо «богатого нумизмата из Кентукки» Вебстера. Для обмена дилер приобрёл все пять константиновских рублей, два из которых Трубецкой у него и выменял. Три монеты отправили в США, однако по пути пароход «SS City of Boston» затонул вместе с уникальными монетами. Далее Трубецкой пишет, что получив две монеты, он сравнил их с рублём Шуберта. Из-за обнаруженного ряда несоответствий монета Шуберта была названа подделкой.

### Личность Трубецкого
Александр Васильевич Трубецкой являлся старшим из одиннадцати детей генерала В. С. Трубецкого. Получил отличное по тем меркам образование. Учился в одном из наиболее престижных заведений Российской империи — Пажеском корпусе. Участвовал в подавлении Польского восстания 1830—1831 годов ординарцем графа де Витте. Входил в близкое окружение супруги Николая I императрицы Александры Фёдоровны. В своей переписке Александра Фёдоровна называла Трубецкого «Бархат». Был дружен с будущим убийцей А. С. Пушкина Дантесом. Незадолго до смерти князь пересказал свою версию дуэли Пушкина с Дантесом. Согласно Трубецкому, Пушкин сожительствовал с сестрой своей жены Александрой. Истинной причиной ненависти поэта было желание свояченицы уехать за границу вместе с супругами Дантес. Пушкиноведы отвергают эту версию, отмечая, что в ней неясные места биографии с лёгкостью заменяются известными литературными штампами из популярных французских романов, народных сказок или просто из бульварной литературы.
Некоторое время сожительствовал со знаменитой балериной Марией Тальони. У них родился сын. Позднее, выйдя отставку в чине полковника, уехал за границу и женился на дочери своей бывшей любовницы. Император не разрешил князю оставаться вне Российской империи и приказал вернуться в двухнедельный срок. Трубецкой ослушался и был лишён всех прав и подвергнут вечному изгнанию. Во время Крымской войны вернулся, вновь поступил на военную службу, а затем вторично вышел в отставку. В 1868—1874 годах был генеральным консулом Российской империи в Марселе.
В 1860—1870-х годах Трубецкой увлёкся нумизматикой. В 1860 году в Париже был опубликован каталог его коллекции средневековых монет. Его перу также принадлежит сочинение, посвящённое Красной Руси. Последними сочинениями князя по нумизматике, которые отнюдь не принесли ему славы, стали две брошюры о константиновском рубле.

### Переписка с Александром Гессенским и Строгановым

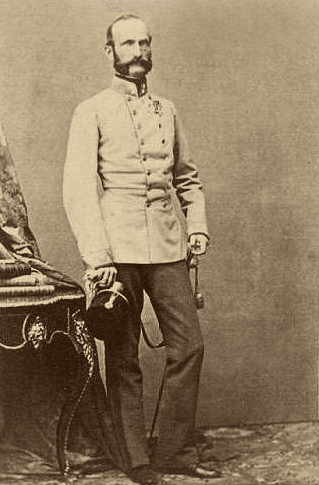
Принц Александр Гессенский

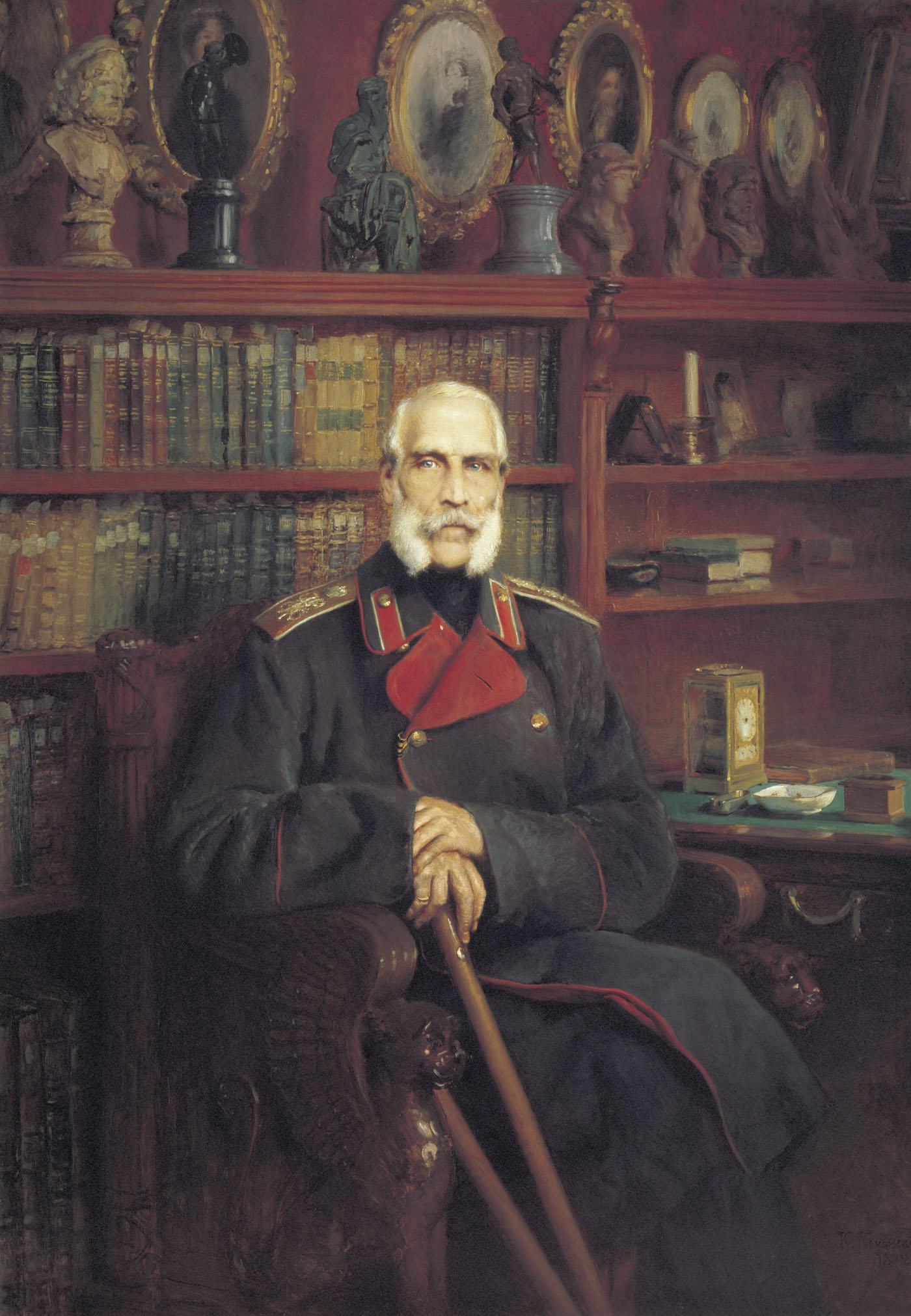
Граф С. Г. Строганов

Трубецкой изначально предложил совместно приобрести пять неожиданно объявившихся монет людям, которые увлекались нумизматикой и при этом имели большое влияние. С принцем Александром Гессенским князя связывала приятельскими отношениями совместная служба в Кавалергардском полку. Шурин императора Александра II коллекционировал монеты Гессена и Майнца, а также крупные золотые портретные монеты правящих домов Европы. Следуя его примеру, несколько великих князей Российской империи увлеклись нумизматикой. Среди множества почестей Александр Гессенский был избран почётным членом Археологического общества. Александр вернул Трубецкому присланные фотокопии монет, отказавшись верить в их подлинность. Он вспоминал личные беседы с Рейхелем и ссылался на публикацию Кёне. Придерживаясь версии о трёх отправленных в Варшаву пробных рублях, он допускал, что Рейхель мог и не уничтожить оставшиеся в Петербурге два экземпляра.
В письмах Трубецкого к московскому градоначальнику и нумизмату С. Г. Строганову появился ещё один «загробный» свидетель — обер-гофмейстер А. И. Сабуров. Со слов князя, Сабуров рассказывал ему о том, как ездил в Варшаву с рапортами министра финансов и военного министра о принятии присяги. Вместе с бумагами он и отвёз коробку с шестью (sic!) монетами. Константин не принял документы, а монеты, не разглядывая, швырнул на стол. И. Г. Спасский указывает на несостоятельность этой версии, так как Сабуров хоть и ездил к Константину, но выехал из Петербурга всего через несколько часов после получения известия о смерти Александра I. Подготовить за такой срок новые монеты было технически невозможным.
Председатель Археологической комиссии, владелец богатейшей нумизматической коллекции и московский градоначальник С. Г. Строганов в своё время был крупно обманут фальшивомонетчиками древних монет. Имея соответствующий опыт, граф боялся вновь пополнить своё собрание подделками. В своём ответе Трубецкому он писал, что слышал лично от Канкрина о посылке в Варшаву пяти монет. Так как одна из них была у Шуберта, то появление ещё пяти вызвало у него обоснованное недоверие. Более того, так как медальер и страстный коллекционер Рейхель, по мнению Строганова, не смог получить экземпляр константиновского рубля, то оставался вопрос, откуда же взялась шестая монета.
Данная переписка показывает, что тема необычных монет Константина интересовала и активно обсуждалась в среде коллекционеров Санкт-Петербурга. Их обсуждали ещё при Канкрине, то есть до появления рубля Шуберта. В письме Строганова 1868 года заслуживает внимание упоминание о штемпелях. Согласно догадке московского градоначальника, штемпели на самом деле уничтожены не были, а сохранились на Монетном дворе. Строганов даже пообещал Трубецкому проверить, действительно ли, как уверял Канкрин, они находятся в непригодном для чеканки состоянии.

### Полемика Трубецкого с Кёне
В письме к Кёне Трубецкой ставил под сомнение подлинность рубля Шуберта. Это было связано с необходимостью обосновать подлинность пяти «варшавских» монет. Ведь в опубликованной в 1866 году версии Кёне говорилось о трёх отправленных к Константину рублях. Кёне, отстаивая свою работу, написал, что слышал от Сабурова о трёх монетах. Он также делал оскорбительные для князя намёки. Эти несоответствия вызвали в Санкт-Петербурге сомнения и подозрения в причастности Трубецкого к афере. Этим можно объяснить передачу князем одного экземпляра монеты в Эрмитаж, а также выпуск тиражом в 40 экземпляров брошюры-апологии. Кроме обоснования вышеизложенной версии Трубецкой приводит в ней переписку с Кёне, Строгановым и Александром Гессенским. В своём сочинении он высказывает сомнения и возражения относительно достоверности версии Кёне. «Мог ли владелец монеты — игрок, — находясь в Германии, беспрепятственно расплачиваться русскими серебряными рублями? Кому придёт в голову везти с собою за границу такую тяжесть? Как мог неизвестный игрок сам не обратить внимания на удивительную монету? Ведь игроки — народ суеверный и особенно ценят „счастливые“ необыкновенные монеты … Как мог рубль находившийся в обращении и прошедший через множество кошельков, так замечательно сохранить свой первозданный блеск? Почему Шуберт, рассказывая, как досталась ему монета, замалчивал имя собирателя, которому принадлежит честь опознания уникума и который спас из рук крупье и так долго сохранял в полной тайне такую редкость?»
В 1878 году Кёне опубликовал в русском журнале анонимную статью, посвящённую рублю Константина. В статье появились ещё несколько «загробных» свидетелей. Утверждалось, что Рейхель взял к себе в помощники медальера В. Е. Алексеева. Было раскрыто инкогнито добывшего в казино уникальную монету. Им стал некий Крейдеман, который как собиратель монет был неизвестен. Сосед Крейдемана по игорному столу стал «польским паном». В новой работе Кёне генерал уже не выменивал рубль, а выкупал у крупье. Последний абзац был посвящён Трубецкому: «К сожалению, появились во множестве фальшивые константиновские рубли, подделанные удивительно ловко при помощи гальванизма. Они сработаны одним весьма искусным парижским резчиком, который, как уверяют, предпринял эту работу не по собственному побуждению, а по заказу. Один из этих поддельных константиновских рублей был приобретён как образец искусной подделки для императорского Эрмитажа». В 1879 году Кёне, уже под своей фамилией, публикует статью в брюссельском журнале, где напрямую обвиняет Трубецкого в афере.
Выпущенная в Марселе в 1873 г. брошюра … излагает от начала до конца вымышленную историю, чтобы заставить поверить, что объявившиеся в Париже подделки — подлинные монеты.
В том же году в архиве были найдены исправные штемпели и пять подлинных монет, вместе с хранившимися там же документами. Это разрушало всю концепцию Кёне и ставило его в весьма неудобное положение. Он был вынужден дополнить некоторые оттиски своей статьи вклеенным дополнением: «Вследствие поисков, произведённых в Министерстве финансов, найдены три штемпеля рубля с именем императора Константина. Там имеется стальная матрица, один штемпель законченный и полированный и один недоделанный, затем пять экземпляров рубля и девятнадцать оттисков в свинце. […] Шестой экземпляр рубля — тот, который ранее находился в коллекции генерала Шуберта, приобретённой графами Толстыми. Документы, относящиеся к этой интересной находке, будут опубликованы. Стало видно, какую веру можно давать рассказам гг. Рейхеля, Шуберта и Сабурова! В настоящий момент я могу лишь констатировать тот факт, что оригинальный штемпель не был разбит, но только конфискован, опечатан и сохранён в Министерстве финансов».
В брошюре 1879 года Трубецкого содержатся личные нападки на Кёне. Докатившийся до князя слух об обнаружении в архиве Министерства финансов подлинных рублей вынудил его несколько видоизменить свои утверждения. Так, он продолжал настаивать на подлинности своих монет, но в то же время обосновывал появление ещё пяти. Рейхель, по мнению Трубецкого, впоследствии изготовил новые штемпели, которыми отчеканил монету для себя и пять — для архива. Шуберт получил свой рубль от Рейхеля, которому стало неудобно хранить крамольную монету, а история об игроке в Хомбурге — вымысел. После обнаружения пяти подлинных рублей и появления статьи Д. Ф. Кобеко спорщикам не оставалось ничего другого как умолкнуть, так как их версии оказались опровергнутыми.

### Отличия от подлинника
Хоть рубль Трубецкого и отличается высоким техническим уровнем исполнения, он содержит множество видимых для специалистов отличий от оригинала. В промежуток времени между появлением рубля Шуберта и находкой пяти подлинных монет в министерстве финансов могли вестись споры относительно того, какая же из монет подлинная. После обнаружения настоящих монет, которые по исполнению были идентичны рублю Шуберта, вопрос разрешился не в пользу рубля Трубецкого. Автор нескольких монографий по российской нумизматике В. Е. Семёнов указывает, что сделать такую точную копию по рисунку или гальванопласту весьма сложно. На основании этого он делает предположение, которое повторяет версию Трубецкого от 1879 года, что Рейхель сделал вторую серию константиновских рублей, к которым и относится вышеназванная монета. И. Г. Спасский находит в рубле Трубецкого характерные признаки европейской, в том числе и французской, чеканки второй половины XIX столетия, что делает версию о ещё одной серии монет Рейхеля малоправдоподобной.
В монете Трубецкого, как и в шубертовском рубле, отсутствует надпись на гурте. При её изготовлении применили прямую постановку штемпелей (↑↑) — как и на всех монетах Российской империи того времени. При чеканке подлинных рублей Константина их соотношение было противоположным (↑↓). В первом случае для того, чтобы увидеть обратную сторону монеты её необходимо перевернуть в горизонтальном направлении, во втором — в вертикальном. В рубле Трубецкого буквы В, Р, Б, Ъ и ь имеют более плавный изгиб. Единицы, острые в оригинале, имеют срезанные верхушки. Восьмёрка в дате более широка, пятёрка имеет загнутый кончик. Это начертание не характерно для 1825 года, в то время как является обычным для европейской чеканки второй половины XIX столетия.
У медальеров штемпелей рассматриваемых монет был различный инструмент. У предполагаемого парижского мастера он был новее, чем изношенный инструмент Монетного двора Санкт-Петербурга. Об этом в частности свидетельствует меньшая ширина пуансона, который использовался при изготовлении рубля Трубецкого. Портрет вырезан более плоским и имеет округлённое очертание. Приметой рубля Трубецкого является непонятно с какой целью расположенная под лапой орла со скипетром точка.

## Находки константиновских рублей

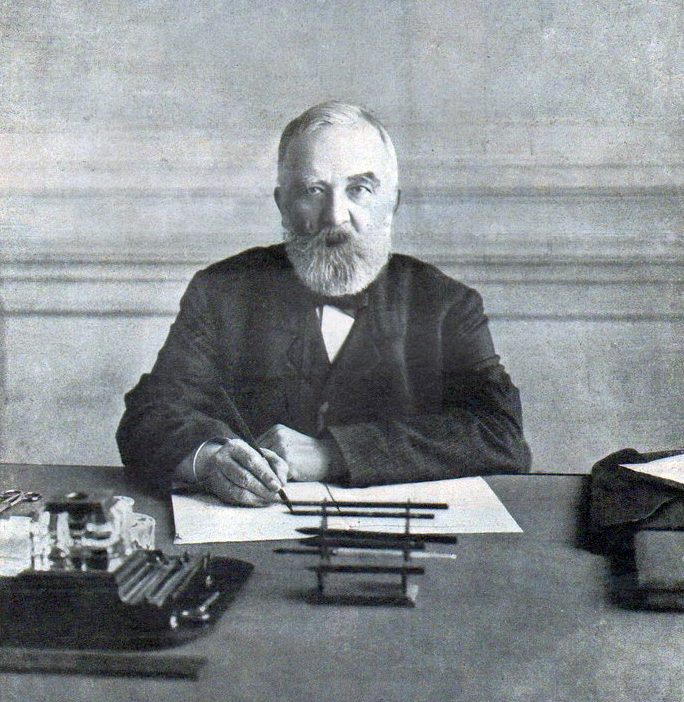
Д. Ф. Кобеко

В июне 1879 года в архиве Министерства финансов был найден ящик. Его содержимое раскрывает начальник канцелярии министра 1865—1879 годов Д. Ф. Кобеко в статье «Рубль Константина Павловича» на страницах январского выпуска 1880 года «Русской старины». Одна из записок от 19 декабря 1825 года содержит информацию начальника Санкт-Петербургского монетного двора Еллерса к директору департамента горных и соляных дел Карнееву. В этом документе Еллерс пишет: «… представляются в ящике шесть известных штемпелей с 19-ю оловянными слепками, за казённою печатью монетного двора». Карнеев отослал записку лично Канкрину, снабдив и своим донесением от 20 декабря: «Здесь равномерно представляю все штемпели и прочие приготовления, сделанные на счёт известного нового рубля, закупоренные в ящик. На монетном дворе ничего не осталось». Находка содержала, кроме двух указанных записок, рисунок, шесть штемпелей. девятнадцать оловянных слепков и пять монет в отдельном пакете.
Отсутствие указаний на монеты в записках Еллера и Карнеева может свидетельствовать только о том, что пять константиновских рублей должны были либо уже находиться у Канкрина, либо поступить к нему позднее до того момента, как запечатанный ящик не ушёл в архив.
На этом появление новых константиновских рублей не закончилось. В последующем объявились ещё две монеты без гуртовой надписи, которые были признаны подлинными. Вопрос об их происхождении долгое время оставался открытым. По одной из версий Рейхель изготовил для себя не одну монету, которая затем перешла к Шуберту, а несколько. Данная версия не объясняла столь позднее их обнаружение. Ведь после смерти Николая I тема несостоявшегося императорства Константина и рубля с его изображением перестала быть крамольной, а стала представлять исторический интерес. Не исключалось создание новодельных монет в промежуток от обнаружения штемпелей до их попадания в Эрмитаж кем-то из заинтересованных лиц. Исследования В. В. Бартошевича и В. А. Калинина, поднявших переписку хранителя российских монет и медалей Эрмитажа А. А. Маркова, главного хранителя Государственного исторического музея А. В. Орешникова и знаменитого московского коллекционера П. В. Зубова, прояснили историю появления ещё двух константиновских рублей. Они были изготовлены с применением подлинных штемпелей старшим хранителем мюнцкабинета Эрмитажа Ю. Г. Иверсеном.

## Судьба константиновских рублей
Уникальные рубли были затребованы во дворец к Александру II. Император сделал «царский» подарок своим родственникам — великим князьям Георгию Михайловичу и Сергею Александровичу, а также Александру Гессенскому. Одну из монет получил Эрмитаж, ещё одну царь оставил у себя.
Самая простая судьба оказалась у рубля в Эрмитаже и экземпляра царя. Эрмитажная монета хранится в музее до сих пор. Рубль царя был вписан в каталог его личной коллекции. В 1927 году монета передана в отдел нумизматики Эрмитажа, откуда перешла на постоянное хранение в Государственный исторический музей в Москве, где и хранится на начало 2016 года.

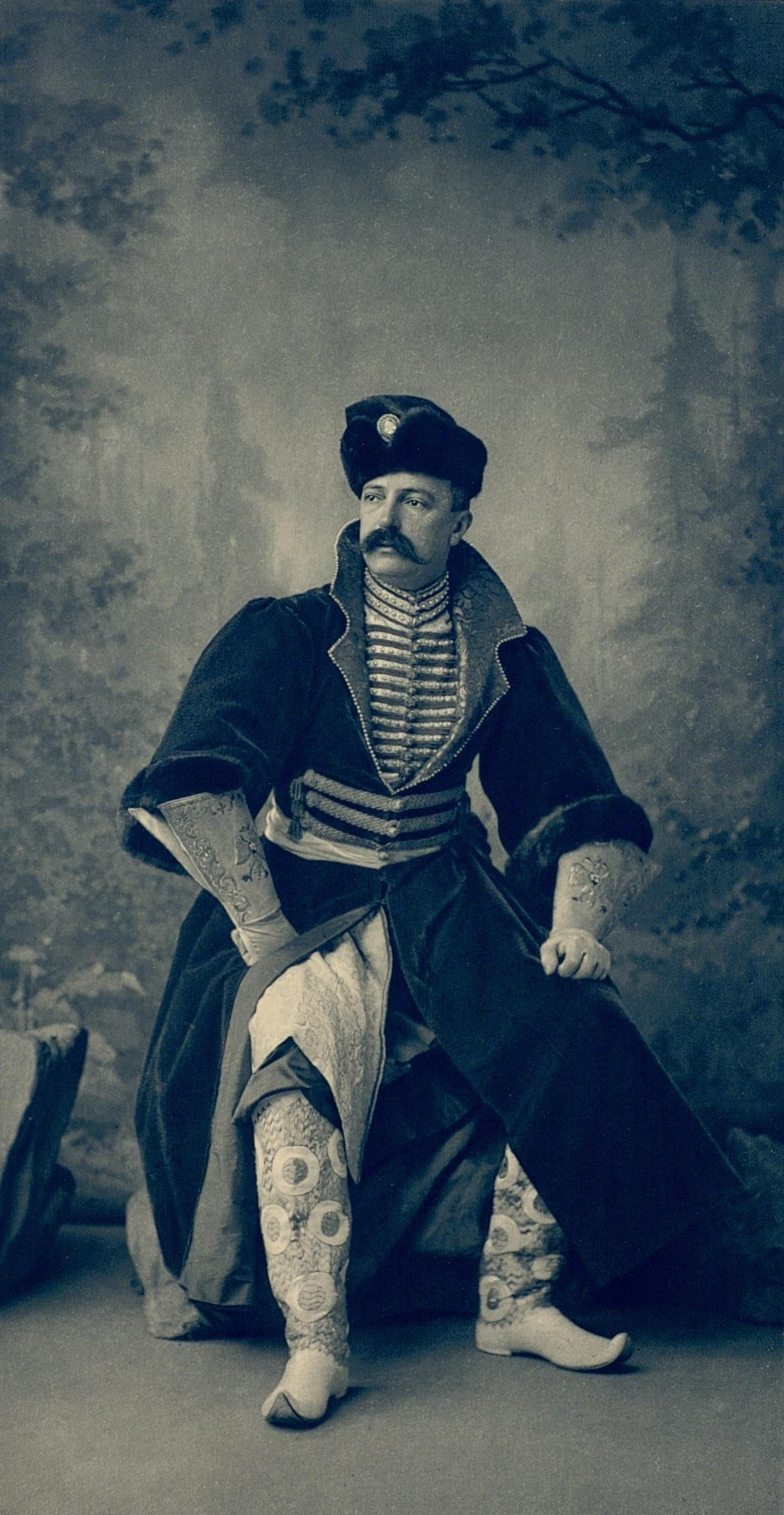
Великий князь Георгий Михайлович

Интерес великого князя Георгия Михайловича к нумизматике не ограничивался лишь собирательством. Им было написано множество трудов по монетному делу Российской империи. Коллекция великого князя, в которую в 1879 году и попал один из константиновских рублей, в 1909 году формально была передана Русскому музею императора Александра III. Георгий Михайлович оставался её распорядителем. После его смерти она переходила к музею. В дальнейшем коллекция должна была остаться неизменной, то есть условием великого князя был запрет на посмертные отчуждения или пополнения его собрания монет. По утверждению внука Георгия Михайловича Давида Чавчавадзе, коллекция включала практически все монетные типы, чеканившиеся в Российской империи.
Свержение императора и последующая революция 1917 года внесла существенные коррективы в судьбу коллекции Георгия Михайловича. Сам великий князь был арестован и расстрелян в 1919 году. Большая часть собрания монет попала в Югославию и перешла в собственность супруги расстрелянного. Предпродажный каталог уникальной коллекции был выпущен в 1939 году. Из-за начала Второй мировой войны аукцион не состоялся. Часть монет продали в 1950 году в Лондоне. Оставшаяся часть монет попала в США, где, сменив несколько владельцев, была куплена торговцем монетами С. Капланом из Цинциннати. У Каплана её приобрёл Уильям дю Пон младший. Американский миллионер, в свою очередь, подарил монеты, включая константиновский рубль Георгия Михайловича, Смитсоновскому институту в Вашингтоне, где они и находятся до сих пор.
Судьба остальных монет не имеет такой ясности, как тех трёх экземпляров, которые прочно осели во всемирно известных музеях. Проследить путь некоторых монет возможно в случае, когда они появляются на аукционах. Учитывая, что покупатель зачастую желает быть «неназванным», дальнейшая «послепродажная» судьба монеты вновь оказывается неизвестной. Не всегда легко отождествить те или иные экземпляры константиновского рубля, засвидетельствованные на аукционах или в коллекциях с интервалом раз в полвека, поэтому история конкретных экземпляров в значительной мере носит предположительный характер. В 2004 году на одном из аукционов Нью-Йорка монета была продана за $525 000.
В 2021 году Вагит Алекперов, основатель московского частного Музея Международного нумизматического клуба, приобрёл монету для коллекции Музея. Согласно пресс-релизу, это один из двух рублей, отчеканенных в Эрмитаже Иверсеном, в 1896 году был куплен Павлом Зубовым, у которого украден в 1911 году; позже монета была в коллекции Людвига Йозефа, затем Федора Рихтера. «Эта монета выделялась характерными отметинами на поле и гурте. Не исключено, что повреждения были получены именно в момент ограбления Зубова», сообщает музей. Впоследствии монета  предлагалась к продаже на аукционе Sotheby’s в 1981 году во время распродажи коллекции Дж.Фарнелла, на Christie’s в 1984 году, на Sotheby’s в 1993-м, на Hess-Divo в 1999-м и New York Sale VIII в 2004-м, где была продана за $525 тыс., став на некоторое время самой дорогой в мире неамериканской монетой.

## Подделки константиновских рублей
Необыкновенная история монеты привела к появлению большого количества подделок. Разнообразные публикации, сведения в которых зачастую путались, приводили к возникновению легенд и домыслов относительно количества реально существующих константиновских рублей. Автор одной журнальной заметки 1889 года уверял, что известно о восьми монетах, не считая тех семи, которые были найдены в министерстве финансов. О возможном количестве рублей Трубецкого можно также строить самые фантастические предположения. В условиях ажиотажа на нумизматический рынок стало поступать большое количество «рублей Константина». Их диапазон варьирует от легко различимых подделок с вырезанным вручную изображением несостоявшегося императора до высококачественных фальшивок, которые были отчеканены при помощи современных технологий, с использованием поддельных штемпелей.